# تماشا (مجموعه تلویزیونی)
تماشا (به انگلیسی: Voir) یک مجموعه تلویزیونی آمریکایی حاوی مقالات ویدئویی دربارهٔ سینما است که توسط دیوید فینچر برای نتفلیکس ساخته شده‌است.

## بازیگران
- ساشا استون
- ایوا وایلد در نقش ساشا
- مولی آن گروتا در نقش لیزا نوجوان
- اولیو برنادت هافمن در نقش لیزا
- تونی ژو
- تیلور راموس
- والتر چاو
- درو مک وینی
- دیوید پریور[۶][۷]
- گلن کین
- برندا چپمن
- لوئیس گادیا
- جنیفر یو نلسون
- لیزا کولتارد